# Sonny Carey
Sonny Jack Carey (Norwich, 20 gennaio 2001) è un calciatore inglese, centrocampista del Charlton.

## Carriera
Cresciuto nel settore giovanile del Norwich City, nel 2017 lascia i Canaries e va a giocare nei concittadini del Norwich Utd, militanti in Eastern Counties League Premier Division (nona divisione inglese); gioca in questa categoria anche nella stagione 2018-2019, con la maglia del Wroxham. Successivamente si trasferisce al King's Lynn Town in National League North (sesta divisione), vincendo il campionato nella stagione 2019-2020 (interrotta prematuramente per via della pandemia di Covid-19, motivo per cui pur essendo titolare non va oltre le 21 presenze con 3 reti in campionato) e disputando poi 42 partite (con anche 5 reti segnate) in National League (quinta divisione) nella stagione successiva.
Il 25 giugno 2021 è stato ceduto a titolo definitivo al Blackpool, club della seconda divisione inglese; ha giocato la sua prima partita con i Tangerines nell'incontro di campionato del 16 ottobre 2021 perso per 2-1 contro il Nottingham Forest; ha segnato il suo primo gol in questa categoria il 18 dicembre successivo, nella partita vinta 3-1 contro il Peterborough Utd. In generale, nella sua prima stagione segna una rete in 13 presenze tra tutte le competizioni ufficiali (11 delle quali in campionato). A partire dalla stagione successiva ha iniziato a giocare da titolare, restando in squadra fino al termine della stagione 2024-2025 (giocando in seconda divisione nella stagione 2022-2023 ed in terza divisione nel biennio seguente), con un bilancio totale di 133 partite disputate e 21 reti segnate tra tutte le competizioni ufficiali.
Rimasto svincolato il 6 giugno 2025 ha firmato un contratto con i londinesi del Charlton, neopromossi in seconda divisione.

## Statistiche

### Presenze e reti nei club
Statistiche aggiornate al 16 agosto 2025.
| Stagione           | Squadra            | Campionato         | Campionato | Campionato | Coppe nazionali | Coppe nazionali | Coppe nazionali | Coppe continentali | Coppe continentali | Coppe continentali | Altre coppe | Altre coppe | Altre coppe | Totale | Totale | Totale |
| Stagione           | Squadra            | Comp               | Pres       | Reti       | Comp            | Pres            | Reti            | Comp               | Pres               | Reti               | Comp        | Pres        | Reti        | Pres   | Reti   |        |
| ------------------ | ------------------ | ------------------ | ---------- | ---------- | --------------- | --------------- | --------------- | ------------------ | ------------------ | ------------------ | ----------- | ----------- | ----------- | ------ | ------ | ------ |
| 2019-2020          | King's Lynn Town   | NLN                | 21         | 3          | FACup           | 3               | 1               | -                  | -                  | -                  | FAT         | 4           | 1           | 28     | 5      |        |
| 2020-2021          | King's Lynn Town   | NAT                | 42         | 5          | FACup           | 2               | 1               | -                  | -                  | -                  | FAT         | 2           | 0           | 46     | 6      |        |
| Totale King's Lynn | Totale King's Lynn | Totale King's Lynn | 63         | 8          |                 | 5               | 2               |                    | -                  | -                  |             | 6           | 1           | 74     | 11     |        |
| 2021-2022          | Blackpool          | FLC                | 11         | 1          | FACup+CdL       | 0+2             | 0               | -                  | -                  | -                  | -           | -           | -           | 13     | 1      |        |
| 2022-2023          | Blackpool          | FLC                | 37         | 3          | FACup+CdL       | 2+1             | 0               | -                  | -                  | -                  | -           | -           | -           | 40     | 3      |        |
| 2023-2024          | Blackpool          | FL1                | 35         | 5          | FACup+CdL       | 3+2             | 0               | -                  | -                  | -                  | FLT         | 3           | 1           | 43     | 6      |        |
| 2024-2025          | Blackpool          | FL1                | 33         | 8          | FACup+CdL       | 1+2             | 2+0             | -                  | -                  | -                  | FLT         | 1           | 1           | 37     | 11     |        |
| Totale Blackpool   | Totale Blackpool   | Totale Blackpool   | 116        | 17         |                 | 13              | 2               |                    | -                  | -                  |             | 4           | 2           | 133    | 21     |        |
| 2025-2026          | Charlton           | FLC                | 2          | 0          | FACup+CdL       | 0               | 0               | -                  | -                  | -                  | -           | -           | -           | 2      | 0      |        |
| Totale carriera    | Totale carriera    | Totale carriera    | 181        | 25         |                 | 18              | 4               |                    | -                  | -                  |             | 10          | 3           | 209    | 32     |        |

## Palmarès

### Club

#### Competizioni nazionali
- National League North: 1

King's Lynn Town: 2019-2020

#### Competizioni regionali
- Norfolk Senior Cup: 1

Norwich Utd: 2017-2018